# 法橋和彦
法橋 和彦（ほっきょう かずひこ、1932年11月25日 - 2024年9月8日）は、ロシア文学者、大阪外国語大学名誉教授。
兵庫県神戸市生まれ。1956年大阪外国語大学卒業、1962年早稲田大学大学院文学研究科博士課程単位取得退学、大阪外国語大学助手、1966年助教授、1975年教授、1998年定年退官、名誉教授。教え子には山城むつみなど。
トルストイ研究のほか、小熊秀雄、太宰治についても評論を書いた。2011年瑞宝中綬章を受章。

## 著書
- 『小熊秀雄における詩と思想 その民衆性の問題によせて』創映出版 1972
- 『ロシア文学の眺め』新読書社 1999
- 『暁の網にて天を掬ひし者よ 小熊秀雄の詩の世界』未知谷 2007
- 『古典として読む『イワンの馬鹿』』未知谷、2012
- 『さらば　レフ・トルストイ』 未知谷2022
- 『月をみるケンタウルス　紳士の心得帳』未知谷 2022

## 編著
- 『トルストイ全集 別巻 トルストイ研究』（編）河出書房新社 1978
- 『プーシキン再読』（編著）創元社 1987

## 翻訳
- トルストイ選集 第2巻 五月のセヴァストーポリ 筑摩書房 1967
- 舞踏会のあと トルストイ 世界短編名作選 ロシア編 新日本出版社 1976
- 姉と弟 フェージン 世界短編名作選. ソビエト編 新日本出版社 1978.5
- レフ・トルストイと現代 S.ローザノワ編 監訳 ラドガ出版所 1985.12
- レフ・トルストイと革命運動 エルヴィン・オーバーレンダー 監訳 大阪外国語大学学術出版委員会 1990